# Husajn I.
Husajn I. (arabsky: حسين بن طلال, Ḥusajn bin Ṭalāl; 14. listopadu 1935, Ammán – 7. února 1999, Ammán), známý též jako Husajn Jordánský, byl králem Jordánska. Panoval 47 let, což je zatím nejdéle ze všech jordánských králů (na rozdíl od svého otce, krále Talála, který vládl nejkratší dobu). Jeho koníčkem bylo radioamatérství. Používal volací znak JY1.

## Vláda
Husajn bin Talál se stal králem v roce 1952 a byl jím až do své smrti v roce 1999. Husajn nastoupil na trůn v sedmnácti letech po abdikaci jeho otce Talala ze zdravotních důvodů. Když byl v roce 1951 zavražděn jeho dědeček král Abdalláh, stal se Husejn, který ho doprovázel, také cílem jedné ze střel, jež zabily krále, ale život mu zachránila medaile, kterou měl na hrudi, a tak se o rok později stal nejmladším jordánským králem. Král Husajn I. zemi vládl během studené války, po čtyři desetiletí arabsko-izraelského konfliktu a musel se vyrovnat s nátlakem arabského nacionalismu a zátěží způsobenou palestinskými uprchlíky. Ty v roce 1970 v událostech takzvaného černého září vyhnal ze země poté, co se jej pokusili zabít. Král Husajn byl členem hášimovské dynastie a byl údajně ve 42. generaci přímým potomkem proroka Mohameda.
Výrazným způsobem se zasadil o přijetí izraelsko-jordánské mírové smlouvy v roce 1994. O rok později mu bylo uděleno ocenění Ronald Reagan Freedom Award.
Po jeho smrti se stal jeho nástupcem jeho prvorozený syn Abdalláh II. Což bylo i přes to, že byl nejstarším synem, překvapivé, ale stalo se to proto, neboť dlouholetý korunní princ a následník trůnu králův bratr princ Hassan byl krátce před smrtí Husajna I. nařčen z různých zločinů proti králi.